# Scopifera insurrecta
Scopifera insurrecta är en fjärilsart som beskrevs av Dyar 1918. Scopifera insurrecta ingår i släktet Scopifera och familjen nattflyn. Inga underarter finns listade.